# Sint-Jozefkerk (Krefeld)
De Sint-Jozefkerk (Duits: Sankt Josefkirche) is een rooms-katholiek kerkgebouw in het westen van het centrum van de stad Krefeld. Met een oppervlakte van 1.660 m² is de Sint-Jozefkerk een van de grootste kerken van de stad.

## Geschiedenis
De Sint-Jozefkerk werd in de jaren 1887-1890 naar ontwerp van de Düsseldorfse architecten Pickel en Quester gebouwd. De wijding door aartsbisschop Phillippus Krementz van Keulen vond plaats op 19 maart 1890, de feestdag van Sint-Jozef. In 1892 werd de kerk afgescheiden van de Dionysiusparochie en een zelfstandige parochiekerk. De beide torens van 65 meter hoog werden in 1898 gebouwd. Destijds telde de nieuwe parochie 13.000 parochianen, tegenwoordig nog 3.500.
Bij een bombardement op 20 juni 1943 op Krefeld brandden de torens en het dak van de kerk uit. Door de vereende krachten van de parochianen kon nog in hetzelfde jaar weer kerst worden gevierd in de kerk.
In 1962 werd een verbouwing en binnenrenovatie uitgevoerd.

## Bouw
De kerk oriënteert zich aan de romaanse Sint-Kastorkerk te Koblenz en is een drieschepige baksteenbasiliek met transept, dat iets breder is dan het kerkschip. Aan het koor sluiten zich polygonale zijkoren aan voor de doopkapel en Mariakapel. Het koor wordt geflankeerd door vierzijdige slanke torens met rombische daken. Beide torens van het westwerk hebben vier verdiepingen en sluiten af met puntgevels en vouwdak. De oorspronkelijke spitsen op de torens werden na 1945 niet meer herbouwd. Het rondbogenportaal is rijk gedecoreerd met archivolten en een fraai tympanon.

## Klokken
De klokken werden in 1942 uit de toren gehaald en naar het klokkenkerkhof van Hamburg getransporteerd. Daar zouden de klokken worden omgesmolten voor de oorlogsindustrie. Zover kwam het echter niet, ze overleefden de oorlog en keerden op 18 september 1947 weer terug naar de Sint-Jozefkerk.
| Nr. | Naam        | Gietjaar | Gieter, gietplaats                             | Gewicht (kg) |
| --- | ----------- | -------- | ---------------------------------------------- | ------------ |
| 1   | Anna        | 1898     | Klokkengieterij Franz Otto, Bremen-Hemelingen. | 4400         |
| 2   | Maria       | 1898     | Klokkengieterij Franz Otto, Bremen-Hemelingen  | 2654         |
| 3   | Joseph      | 1898     | Klokkengieterij Franz Otto, Bremen-Hemelingen  | 1888,5       |
| 4   | Herm.Joseph | 1898     | Klokkengieterij Franz Otto, Bremen-Hemelingen  | 1334         |
| 5   | Johannes    | 1898     | Klokkengieterij Franz Otto, Bremen-Hemelingen  | 1103         |

## Orgel
Het orgel uit 1990 met 39 registers en mechanische tracturen werd door de firma Stockmann uit Werl gebouwd.